# Rezerwat przyrody Veľká skala
Rezerwat przyrody Veľká skala (słow. Národná prírodná rezervácia Veľká skala) – rezerwat przyrody w grupie górskiej Ptacznika w zachodniej Słowacji. Powierzchnia 59,2 ha.

## Położenie
Rezerwat znajduje się w zachodniej części pasma Wysokiego Ptacznika. Obejmuje bardzo strome, w wielu miejscach skaliste, wschodnie stoki trzeciorzędnego szczytu Veľká skala (820 m n.p.m.), wznoszącego się w ramieniu odchodzącym w kierunku północnym od szczytu Buchlov (1040 m n.p.m.). Stoki te opadają ku wąskiej, głębokiej Bystričianskiej dolinie. Położony jest w granicach katastralnych wsi Bystričany w powiecie Prievidza w kraju trenczyńskim.
Rezerwat leży w granicach Obszaru Chronionego Krajobrazu Ponitrie.

## Historia
Rezerwat został powołany rozporządzeniem Ministerstwa Kultury Słowackiej Republiki Socjalistycznej nr 47/1984-32 z dnia 30 kwietnia 1984 r. (z terminem obowiązywania od 1 maja 1984 r.). W rezerwacie obowiązuje 5. (najwyższy) stopień ochrony.

## Charakterystyka
Rezerwat obejmuje fragment stromego zbocza Bystričianskiej doliny od jej dna (ok. 500–560 m n.p.m.) aż po szczyt Veľkej skaly (820 m n.p.m.), zbudowany ze skał andezytowych. W rzeźbie, charakterystycznej dla gór pochodzenia wulkanicznego, reprezentowane są skalne ściany, turnie w formie wież o płaskich wierzchołkach, strome jary, gołoborza, piargi i stożki nasypowe. Prawdopodobnie takie ukształtowanie terenu, niekorzystne dla gospodarki leśnej, pozwoliło zachować ten fragment gór Ptacznik w pierwotnym stanie. W najniższych położeniach na wietrzejącym andezytowym podłożu rosną lasy dębowo-grabowe z dębem bezszypułkowym, grabem i wiązem górskim, przechodzące w wyższych położeniach w pierwotne buczyny. Na stosunkowo niewielkiej przestrzeni można tu znaleźć zarówno bukowe lasy rumowiskowe z udziałem lipy drobnolistnej i brzozy brodawkowatej jak i żyzne buczyny.
Z punktu widzenia fitogeografii szczególnie cenne są reliktowe stanowiska sosny pospolitej na wysokich półkach skalnych i samotnych turniach. Jest to prawdopodobnie jedno z najbardziej na południe wysuniętych naturalnych stanowisk sosny na Słowacji, jak i jedno z niewielu takich naturalnych stanowisk na obszarze pasa słowackich gór o pochodzeniu wulkanicznym.
W lasach w granicach rezerwatu znajdziemy drzewa na wszystkich etapach rozwoju, od siewek po osobniki u kresu fizycznego rozwoju. Rośnie tu m.in. buk o obwodzie 430 cm w pierśnicy, lipa o obwodzie 425 cm oraz wiąz górski (brzost) o obwodzie 440 cm. Znajdziemy tu liczne gatunki grzybów a także bezkręgowców, których występowanie związane jest z pierwotnymi lasami obfitującymi w rozkładające się drewno.

## Turystyka
Teren rezerwatu nie jest dopuszczony do zwiedzania turystycznego. Jego dolnym skrajem, drogą biegnącą dnem Bystričianskiej doliny, wiodą niebieskie  znaki szlaku turystycznego ze wsi Bystričany przez Jaseňovą Skałę na Ptacznik.